# Площадь Театра имени Камала
Площадь Театра имени Камала (тат. Камал исемендәге театры мәйданы) — площадь в историческом центре Казани, в Вахитовском районе города. Одна из самых новых и благоустроенных площадей и достопримечательностей города. Одно из популярных мест отдыха горожан и одно из мест остановки обзорных экскурсий туристических автобусов.
Площадь ориентирована по оси с северо-востока на юго-запад и расположена между началом магистральной улицы Татарстан и северной оконечностью озера Нижний Кабан от улицы Марселя Салимжанова до улицы Марджани. На площади расположен Татарский театр им. Камала, позади которого и улицы Марджани находится Старо-Татарская слобода. Перед площадью через улицу Марселя Салимжанова расположен сквер Тукая и далее центральная городская площадь Тукая. К площади примыкает благоустроенная набережная, идущая по boardwalk-эспланаде у торца озера и вдоль улиц Марджани и Марселя Салимжанова.

## История
На месте площади располагалась малоэтажная застройка плохой сохранности, не имевшая большой архитектурно-исторической ценности в отличие от некоторых других улиц и участков исторического центра города. Согласно Генеральному плану 1969 года в первой половине 1970-х гг. она была снесена, и в течение полутора десятков лет на этом месте находилось простое открытое пространство и один из трёх городских долгостроев — новое здание театра имени Камала, которое не достраивалось ввиду зловония с озера.
К 1986 году озеро было очищено, театр был достроен и сдан в эксплуатацию, а нынешний участок площади и берег озера у театра были благоустроены крупными квадратными бетонными плитами. Затем предполагалось увеличить территорию площади в полтора раза за счёт участка напротив через улицу Татарстан, связав оба участка подземным пешеходным переходом, а также присвоить новой большой площади название Площадь Искусств. Однако, это осуществлено не было ввиду крайне большой сложности подземного строительства при наличии грунтовых вод и близости водоёмов, а на участке за улицей Татарстан, долгое время бывшим пустырём, к 2004 году было построено главное здание Татарского гуманитарно-педагогического университета (ТГГПУ).
Начало площади и улицы Татарстан построены на месте, на котором ранее был самый южный Татарский мост через канал-протоку Булак, под которым в прошлые века из Булака в Нижний Кабан проходили лодки и небольшие суда.

## Объекты и значение
К Тысячелетию города в 2005 году площадь была серьёзно переблагоустроена. На ней, включая террасные уровни берега озера, а также на прилегающей улице Марджани, была уложена декоративная плитка и гранитные плиты и установлены фонарные столбы освещения и рупоры аудиотрансляции. На площади были устроены два каскада (по 4 в каждом) свето-музыкальных фонтанов, функционирующих с мая по октябрь. Фонтаны ближнего к озеру ряда ориентированы вдоль оси площади, фонтаны ближнего к улице Татарстан ряда расположены поперёк и имеют зелёные площадки и скамейки вокруг. В зимнее время года фонтаны закрываются плоскостями, на которых устанавливаются ажурные конструкции разноцветной ночной подсветки.
У берега озера на его водной глади устроен подсвечиваемый в тёмное время суток направленными лучами высотный водный фонтан, а также действует причал водной прогулочной станции, где в конце 1990-х—2000-х гг. также был пункт отправления небольших теплоходов, курсировавших по Нижнему Кабану.
Под площадью расположен технический этаж. Ниже его под началом площади и улицы Татарстан действует дренажная система связи озера Нижний Кабан и канала Булак.
В любое время года до позднего вечера площадь многолюдна отдыхающими горожанами. На площади традиционно проводятся празднование науруза и Дня республики и города 30 августа, Дней и Годов разных стран в России и Татарстане, некоторые официальные мероприятия на открытом воздухе по случаю вручения республиканских премий и профессиональных праздников (торжественные заседания которых проводятся в театре), театрализованные, музыкальные, литературные, цирковые и прочие представления и культурно-массовые мероприятия (при наурузе, съездах Тюрксоя, ассоциаций театров и т. п.), а также политические митинги и собрания на основной площадке и террасных уровнях малых национальных и религиозных ассоциаций, паркурщиков, скейтеров и других неформальных сообществ.
Несмотря на отсутствие пешеходной коммуникации, зрительным продолжением площади по другую сторону улицы Татарстан являются площадка также хорошо обустроенная ТГГПУ с памятником композитору Сайдашеву и площадка в южной оконечности канала Булак с крупной и эффектной зелёной скульптурой крылатого барса Ак Барс — расположенного на гербе символа Татарстана. Пешеходным продолжением площади являются непосредственно примыкающая к ней благоустроенная набережная вдоль улиц Марджани (справа) и Марселя Салимжанова (слева).
Ближайшие к площади остановки троллейбусов и автобусов (а также трамваев до 2011 г.) — «Театр Камала» на улице Татарстан со стороны Старо-Татарской слободы и «Сквер Тукая» на улице Пушкина со стороны центра города. Туристические автобусы делают остановку вдоль улицы Татарстан. Позади театра Камала находится автостоянка для его посетителей.